# Bill Parcells
Pro Football Hall of Fame 2013
Duane Charles Parcells connu sous le nom de Bill Parcells surnommé  The Tuna ou The Big Tuna, né le 22 août 1941 à Englewood, est une personnalité américaine du football américain professionnel.
Il a été entraîneur principal en National Football League (NFL) pendant dix-neuf saisons. Il s'est fait connaître en tant qu'entraîneur principal des Giants de New York avec qui il a gagné deux Super Bowls. Parcells a ensuite été entraîneur principal des Patriots de la Nouvelle-Angleterre, des Jets de New York et des Cowboys de Dallas. Tout au long de sa carrière, il a entraîné des équipes sur le déclin et en a fait des prétendants aux playoffs. Il est le seul entraîneur de l'histoire de la NFL à avoir mené quatre équipes en playoffs et trois équipes en finale de conférence.
Lorsqu'il devient entraîneur principal des Giants en 1983, il prend en mains une franchise qui ne s'était qualifiée qu'une seule fois pour les playoffs lors de la décennie précédente (en 1981) et qui n'avait eu qu'un seul bilan positif lors des dix dernières saisons. Parcells les fait renouer avec le succès et après quatre saisons leur permet de remporter leur premier Super Bowl. Son mandat avec les Giants dure huit saisons et se conclut par une victoire au Super Bowl XXV. Parcells décide de prendre sa retraite en tant qu'entraîneur en 1991 après ce match.
Il sort de sa retraite en 1993 et devient entraîneur principal des Patriots, franchise obtenant également de mauvais résultats à cette époque. Une fois de plus, Parcells va améliorer la situation et va qualifier la franchise pour le Super Bowl XXXI lors de sa quatrième saison à la tête de l'équipe même si le match se termine par une défaite pour les Patriots. En conflit avec le propriétaire, Robert Kraft, il quitte la franchise après cette défaite et devient entraîneur principal des Jets dès la saison suivante. Sous Parcells, les Jets passent directement d'une saison misérable (une seule victoire) à deux saisons consécutives au bilan positif. Cela permet aux Jets d'atteindre la finale de conférence AFC dès sa deuxième année à la tête de l'équipe.
Après trois saisons chez les Jets, Parcells décide de prendre sa retraite en 1999. Il revient à nouveau en 2003 et devient entraîneur principal des Cowboys de Dallas où il reste pendant quatre saisons. Avec les Cowboys, il se qualifie pour les playoffs à deux reprises même si l'équipe est chaque fois éliminée lors du premier tour. Après la défaite de l'équipe lors d'un match de Wild Card 2006 de la NFC, Parcells prend définitivement sa retraite d'entraîneur  en 2007.
Parcells est actuellement analyste NFL pour  ESPN et depuis 2014, il est consultant non officiel pour la franchise des Browns de Cleveland. De 2008 à 2010, il a été vice-président des opérations de football chez les Dolphins de Miami. 
En 2013, Parcells est intronisé au Pro Football Hall of Fame.
Il a écrit son histoire, Parcells: A Football Life, en collaboration avec Nunyo Demasio, écrivain et ancien journaliste du Washington Post. Publiée par Penguin Random House fin 2014, elle est rapidement devenue un best-seller répertorié par le New York Times.

## Biographie

### Jeunesse et formation
Duane Charles Parcells est né le 22 août 1941 à Englewood . Il est le fils d'Ida Naclerio Parcells, femme au foyer, et de Charles Parcells, ancien quarterback de l'université Georgetown également ancien agent du FBI et actuellement avocat pour la société Uniroyal Tires. Il grandit à Hasbrouck Heights puis à Oradell, villes du comté de Bergen dans l'État du New Jersey. Il se fait remarquer en football américain alors qu'il est membre de l'équipe de la River Dell Regional High School (en) où il suit ses études secondaires et où il est régulièrement confondu avec un autre garçon nommé Bill. Comme il n'aimait pas trop son prénom de Douane, il décide d'adopter Bill comme surnom,. Lui et sa future épouse vivaient sur Pleasant Avenue dans le quartier chic d'Upper Saddle River dans le New Jersey, quartier qui abritait également la famille Parcells.
Parcells était un athlète dans sa jeunesse. Il était grand pour son âge (6'2 en entrant à River Dell), ce qui lui a permis de devenir un joueur hors pair dans les équipes de football, de baseball et de basketball de son lycée. Son entraîneur de football à River Dell était Tom Cahill (en), qui deviendra plus tard entraîneur principal des Black Knights de l'Army. Son entraîneur de basket à River Dell était Mickey Corcoran, que Parcells considère comme « à côté de mon père... l'influence la plus importante de ma vie »,. Corcoran sera pour Parcells tant un conseiller et qu'un confident tout au long de sa carrière d'entraîneur,.

### Joueur universitaire
En 1959, il intègre l'Université Colgate située à Hamilton dans l'État de New York. Il se voit offrir un contrat par les Phillies de Philadelphie. Son père désapprouvant qu'il fasse carrière dans le sport et voulant qu'il étudie le droit, le jeune Parcells décline l'offre. Il est rapidement transféré à l'université de Wichita (maintenant connue sous le nom Université d'État de Wichita) dans l'État du Kansas, où il joue au poste de linebacker et où il obtient un diplôme en éducation physique en 1963,.

### Lions de Détroit (1946)
Il est sélectionné en 89e choix global lors du septième tour de la draft 1964 de la NFL par les Lions de Détroit, mais est libéré par l'équipe avant de jouer un seul match en saison régulière NFL.

### Carrière d'entraîneur universitaire
N'ayant pu devenir joueur professionnel, Parcells décide néanmoins de poursuivre une carrière dans le football américain.
Il commence sa carrière d’entraîneur en 1964,  au Hastings College (en) dans l'État du Nebraska, puis rejoint en 1965, les Shockers à Wichita State. 
Il est ensuite engagé comme entraîneur des Black Knights de l'Army (1966–69), par les  Seminoles de Florida State (1970–72), par les Commodores de Vanderbilt (1973–74), et par les Red Raiders de Texas Tech (1975–77). En 1978, il devient entraîneur principal des Falcons de l'Air Force
Parcells fut également partiellement assistant de l'entraîneur de basketball Bob Knight lors des saisons 1966–67 ce qui conduira à une amitié de longue date,

### Carrière d'entraîneur professionnel

#### Giants de New York (1979-1990)
En 1979, Parcells accepte une offre pour devenir le coordinateur défensif des Giants de New York sous les ordres de l'entraîneur principal Ray Perkins (en) mais, avant le début de la saison, il démissionne et prend un emploi dans une société de développement foncier au Colorado. [18] Alors qu'il vit dans le Colorado, Parcells prend un abonnement pour voir jouer les Broncos de Denver. Parcells a appelé l'année 1979, la plus misérable de sa vie. Sans football, Parcells est insatisfait et il décide de revenir en 1980 comme entraîneur des linebackers des Patriots de la Nouvelle-Angleterre sous les ordres de Ron Erhardt.
La saison suivante, Parcells est de nouveau approché par Perkins pour rejoindre l'encadrement des Giants en tant qu'assistant entraîneur et Parcells accepte l'offre. Comme coordinateur defensif et entraîneur des linebackers, on l'autorise à modifier la tactique, passant de la défense 4-3 à la défense 3-4. Lorsque Perkins annonce le 15 décembre 1982 qu'il va quitter les Giants en fin de saison pour devenir entraîneur principal et directeur sportif de l'université d'Alabama, les Giants announcent que Parcells lui succédera comme entraîneur principal des Giants.
Lorsque Parcells prend en main les Giants lors de la saison 1983, les Giants de New York étaient une équipe qui n'avait obtenu qu'une seule saison avec un bilan positif au cours des dix dernières années. Pour sa première saison, il prend une décision controversée en plaçant le quarterback Phil Simms sur le banc en le remplaçant par Scott Brunner (en). Le résultat est désastreux puisque la saison se termine sur un bilan de 3 victoires pour un nul et 12 défaites. La direction des Giants offrira subrepticement la place de Parcells à l'entraîneur principal des Hurricanes de Miami Howard Schnellenberger (en) après la défaite en 14e semaine contre les Cardinals de Saint-Louis. Cependant, Schnellenberger décline l'offre et Parcells reste à la tête des Giants.
Après cette première saison lamentable, Parcells replace Simms comme titulaire au poste de quarterback. Les bilans annuels s'améliorent (9-7 en 1984 et 10-6 en 1985) ce qui permet aux Giants de participer à deux reprises aux playoffs, ce qui ne leur était plus arrivé depuis la période 1961-1963. En 1986, il qualifie l'équipe pour le premier des deux Super Bowls de son ère. La saison régulière 1986 se termine avec un bilan de 14 victoires pour deux défaites et remportent le premier des trois titres de division à venir. Parcells, dont l'étouffante défense 3-4 (connue sous le nom de Big Blue Wrecking Crew) dirigée par Lawrence Taylor, Carl Banks, Harry Carson (en) et Leonard Marshall, et une attaque dirigée de Phil Simms, élimine les 49ers de San Francisco sur le score de 49 à 3 et les Redskins de Washington 17 à 0 avant de battre les Broncos de Denver 39 à 20 lors du Super Bowl XXI. Parcells est crédité comme le premier entraîneur à avoir été aspergé de Gatorade à la fin d'un Super Bowl, ce qui deviendra une tradition du Super Bowl. Bien que certains prétendent que l'entraîneur des Chicago Bears Mike Ditka fut aspergé un an plus tôt, Steve Sabol (en), président de NFL Films (en), a déclaré à ce propos qu'il n'en avait trouvé aucune preuve dans les images qu'il avait passées en revue et que dès lors il estimait que la tradition avait commencé avec Parcells et Jim Burt
.
Après la victoire au Super Bowl, Parcells est courtisé par les Falcons d'Atlanta pour qu'il devienne leur entraîneur principal et leur manager général. 
Cependant, le commissaire de la NFL, Pete Rozelle ne permet pas à Parcells de casser son contrat et il reste donc à New York.
Parcells emmène les Giants à un second Super Bowl en 1990. Ils commencent leur saison avec 10 victoires consécutives et terminent avec 13 victoires pour 3 défaites. Ils perdent Simms en fin de saison à la suite d'une blessure. Jouant avec le remplaçant Jeff Hostetler au poste de quarterback et avec le vétéran de 33 ans Ottis Anderson au poste de running back, les géants battent de manière convaincante 31 à 3 les Bears de Chicago lors du tour de division. Ils battent ensuite les 49ers de San Francisco en finale de conférence NFC sur le score de 15 à 13 après avoir remonté au score grâce à un field goal de 42 yards réussit par Matt Bahr consécutif à un fumble du tacle adverse Erik Howard (en) recouvert par Roger Craig. Le scénario du Super Bowl XXV s'est avéré tout aussi excitant. Les Giants, grâce à leur solide défense et une attaque puissante à la course, contrôlaient le ballon et mènent 20 à 19 lorsque les Bills de Buffalo à une seconde de la fin du match tentent un field goal de 47 yards. Le ballon botté par Scott Norwood passe largement à droite des poteaux et New York remporte le Super Bowl XXV.
Parcells décide de prendre sa retraite du football après le Super Bowl XXV en raison de problèmes de santé.
Durant son mandat de huit années à la tête des Giants, ceux-ci remportent trois titres de division (1986, 1989, 1990). Ils n'affichent que deux saisons avec un bilan négatif (6–9 pendant la saison 1987 occultée par la grève) et possèdent un bilan en playoffs de 8 victoires pour 3 défaites. Parcells et Tom Coughlin sont les deux entraîneurs des Giants à avoir  disputé les playoffs de la NFL à cinq reprises en tant qu'entraîneur principal des Giants. Ils ont également tous deux remporté le Super Bowl à deux reprises lors de leurs quatrième et huitième saisons avec la franchise.

#### Première retraite
Après avoir décidé de prendre sa retraite, Parcells passe son temps comme commentateur et analyste de football américain pour NBC Sports en 1991 et en 1992. Il anime également une émission sportive locale à New York dénommée Around the NFL avec Mike Francesa (en).
En 1992, Parcells conclu un accord verbal pour devenir entraîneur principal des Buccaneers de Tampa Bay mais à la dernière minute, il se rétracte estimant que la situation ne lui convenait à ce moment-là. Le propriétaire des Buccaneers Hugh Culverhouse (en) déclare à ce sujet : « I feel like I've been jilted at the altar. » (J'ai l'impression d'avoir été abandonné.) .

#### Patriots de la Nouvelle-Angleterre (1993-1996)
Après une pause de deux ans, Parcells revient en NFL en 1993 en tant qu'entraîneur principal des Patriots de la Nouvelle-Angleterre. En moins de deux ans, l'équipe obtient un bilan positif de 10 victoires pour 6 défaites et se qualifie pour leurs premiers playoffs en huit ans. En 1996, il offre aux Patriots leur premier titre de division depuis la saison 1986 et permet à la franchise d'accéder à leurs deuxième et troisième matchs de playoffs à domicile de leur histoire. Ils se qualifient pour le Super Bowl XXXI joué à La Nouvelle-Orléans mais perdent le match 21 à 35 contre les Packers de Green Bay.
Parcells quitte les Patriots à la suite de désaccords avec le propriétaire Robert Kraft lequel venait d'acheter la franchise début 1994 soit un an après les débuts de Parcells à la Nouvelle-Angleterre. Parcells était effectivement directeur général de l'équipe depuis son arrivée mais avait le sentiment que Kraft ne lui permettrait pas de participer suffisamment aux décisions concernant les joueurs. À son départ, Parcells a déclaré : « Ils veulent que vous cuisiniez le dîner ; mais alors ils devraient au moins vous laisser faire les courses. D'accord ? » (« They want you to cook the dinner; at least they ought to let you shop for some of the groceries. Okay ? »)[réf. nécessaire].
Ces propos faisaient principalement référence à un incident dans la salle de réunion des patriotes au cours de la draft 1996. Parcells désirait sélectionner le defensive end Tony Brackens (en) comme choix de premier tour mais Kraft avait mis son veto et ils avaient finalement sélectionné le wide receiver des Buckeyes d'Ohio State.

#### Jets de New York (1997-1999)
Même si Parcells avait décidé de quitter les Patriots, son contrat ne lui permettait pas d'entraîner ailleurs. Les Jets de New York sondent néanmoins Parcells pour les postes entraîneur principal et de directeur général après le bilan négatif de 4-28 de l'entraîneur Rich Kotite (en). Pour contourner les obligations contractuelles de Parcells, les Jets embauchent Bill Belichick (alors premier assistant Parcells) comme entraîneur principal des Jets, puis embauchent Parcells dans un rôle de «conseiller». New England menace alors Parcells et les Jets de poursuites judiciaires. Le commissaire de la NFL Paul Tagliabue négocie alors un accord entre les deux parties : les Patriots libérent Parcells de son contrat et en contrepartie, les Jets leur cèdent un choix de troisième et de quatrième tour pour la draft 1997 ainsi qu'un choix de deuxième tour en 1998 et un choix de première tour en 1999. Le propriétaire des Jets, Leon Hess (en), permet à Parcells d'avoir un contrôle complet sur les opérations de football, contrôle qui avait constitué le principal point de friction avec Kraft.
Lors de sa première saison chez les Jets, il transforme à nouveau l'équipe qui rate de peu la qualification pour les playoffs après un bilan positif de 9 victoires pour 7 défaites. (les Jets avaient une fiche de 1 à 15 l'année avant l'arrivée de Parcells et n'avaient remporté qu'un total de dix matchs lors des trois saisons précédentes). En 1998, les Jets se qualifient pour les playoffs grâce à un bilan de 12-4 qui leur permet de terminer seconds de leur conférence,. Ils perdent la finale de conférence AFC sur le score de 10 à 23 contre les Broncos de Denver.
En 1999, les Jets sont confiants et espèrent se qualifier pour le Super Bowl XXXIV. Cependant, le quarterback Vinny Testaverde se blesse (rupture du tendon d'Achille) lors du premier match de saison régulière à domicile. Les Jets commencent mal puisqu'ils affichent un bilan provisoire d'une victoire pour six défaites. Ils gagnent les trois matchs suivants mais perdent ensuite contre les Colts et contre les Giants. Finalement, ils terminent la saison avec 8 victoires et 8 défaites mais ne sont pas qualifiés pour jouer les playoffs. Parcells décide de se retirer du football en fin de saison jurant qu'il ne serait plus entraîneur. Il reste cependant encore une saison chez les Jets au poste de directeur général.

#### Cowboys de Dallas (2003-2003)
Après trois saisons consécutives avec un bilan négatif de 5-11, Jerry Jones, propriétaire des Cowboys de Dallas tire Parcells de sa retraite et le désigne entraîneur principal en 2003.
Réputé pour faire usage de tactiques et de stratégies psychologiques tirant le meilleur de ses joueurs, Parcells déclare à son arrivée en 2003 que le fait de porter l'étoile des Cowboys sur le casque était un privilège réservé aux joueurs qui le méritait, qu'il ne s'agissait pas un droit, et que de facto les recrues, indépendamment de leur position à la draft, se devraient de « gagner cette étoile » (Earn the Star). Jones adopte avec enthousiasme cette vision et soutenant Parcells, demande aux responsables des équipements d'enlever toutes les étoiles des casques des nouveaux joueurs. Depuis lors, tous les joueurs débutants et agents libres (non sélectionnés à la draft) qui se lient aux Cowboys doivent officiellement faire partie de l'effectif final avant de pouvoir porter en permanence l'étoile sur leur casque. Cette pratique de « gagner l'étoile » est devenue une tradition chez les Cowboys, les successeurs de Parcells l'ayant tous adoptée. À mesure que les médias sociaux émergent, les Hashtags #EarnTheStar et #EarningTheStar sur Twitter sont devenues populaire après des fans et des joueurs.
Lors de sa première saison avec les Cowboys, il les qualifie pour les playoffs après un bilan en saison régulière de 10–6 mais les Cowboys sont battus lors du premier tour par les Panthers de la Caroline. Il devient ainsi le premier entraîneur principal de l'histoire de la NFL à avoir réussi à qualifier pour les playoffs quatre franchises différentes . 
La saison 2004 est une saison agitée. Le quarterback titulaire Quincy Carter (en) est licencié à la suite d'une consommation présumée de drogue et est remplacé par un vétéran de 40 ans Vinny Testaverde transféré des Jets de New York par Parcells (son ancien entraîneur) durant l'inter-saison. Bien que soutenu par Parcells, Testaverde s'avére inefficace. Même si les Cowboys débutent fort, avec des victoires contre les Browns de Cleveland et les Redskins de Washington, les blessures, les joueurs plus âgés, un jeu irrégulier et les nombreuses pénalités encourues, freinent les Cowboys qui terminent la saison avec un bilan négatif de 6–10.
Les Cowboys améliorent leur défense avant la saison 2005 grâce aux ajouts des choix de premier tour de draft, DeMarcus Ware et Marcus Spears (en). Parcells a sélectionné ces joueurs dans l'espoir de passer de la traditionnelle défense 4-3 à une défense 3-4 utilisée par Parcells dans ses précédentes franchises. Jerry Jones ajoute un certain nombre de joueurs vétérans plus âgés acquis à prix élevé, le nose tackle Jason Ferguson (en) et le cornerback Anthony Henry (en) via la free agency et un linebacker Scott Fujita via les Chiefs de Kansas City. En attaque, les Cowboys ressentent le besoin d'améliorer leur jeu de passes pour appuyer leur premier choix lors de la draft 2004, le running back  Julius Jones et acquièrent le quarterback Drew Bledsoe via la free agency. Au cours de son mandat, Parcells a souvent tenu à recruter des joueurs qui avaient joué pour lui dans le passé, dont Bledsoe, Terry Glenn (en) (avec les Patriots), Testaverde, le cornerback Aaron Glenn, le wide receiver Keyshawn Johnson et le fullback Richie Anderson avec les Jets. Les Cowboys terminent avec un bilan positif de 9–7 mais ne sont pas qualifiés pour les playoffs.
En 2006, les Cowboys signent l'ancien wide receiver controversé des Eagles de Philadelphie, Terrell Owens. Keyshawn Johnson est libéré et signe avec les Panthers de la Caroline. Owens, que Parcells n'a jamais appelé par son nom, mais plutôt comme « Le joueur (The Player) », va plutôt bien réussir avec l'équipe. En 7e semaine, Parcells décide de remplacer le quarterback vétéran Drew Bledsoe par le quarterback de quatrième année Tony Romo. Les Cowboys terminent la saison avec un bilan global de 9–7 mais ne gagnent pas le titre de la division NFC East après une défaite de 23–7 contre les Eagles de Philadelphie le jour de Noël en 16e semaine et une défaite chez les Lions de Détroit de la NFC North en 17e semaine. Ils se qualifient pour les playoffs mais perdent finalement 21–20 contre les Seahawks à Seattle le 6 janvier.
Parcells termine son passage à Dallas avec un bilan positif global de 34-30 sans victoire en playoffs. La plus grande réalisation de Parcells en tant qu'entraîneur principal des Cowboys aura été le développement du quarterback Tony Romo, signé en 2003 et sélectionné pour le Pro Bowl 2006.

#### Troisième retraite
Avec un bilan de 2 défaites en séries éliminatoires au cours des quatre années chez les Cowboys, Parcelles déclare qu'il ne sait pas s'il reviendra en 2007.
Le 9 janvier, le Newark Star Ledger rapporte que, selon des sources anonymes, Parcells avait contacté les Giants de New York au sujet du poste de directeur général disponible, mais que les Giants n'étaient pas intéressés par ses services. Parcells, le lendemain, a rapidement réfuté tout intérêt pour le poste chez les Giants, déclarant: "Il n'y a absolument rien là-dedans. Celui qui l'a dit est un menteur.".
Le 22 janvier 2007, il annonce sa retraite en tant qu'entraîneur principal des Cowboys et qu'il met un terme à sa carrière d'entraîneur.
Des questions subsistent quant aux raisons réelles de cette retraite. Certains rapports affirmaient que Parcells espérait plus d'argent et que Jerry Jones, propriétaire des Cowboys, estimait que la performance de Parcells ne valait l'argent qu'il réclamait pour la saison à venir.
Après avoir pris sa retraite, Parcells devient analyste en studio pour ESPN. C'est son quatrième engagement avec la chaîne télévisée. Une rumeur prétend qu'ESPN lui a offert un poste pour le Monday Night Football, mais que Parcells a refusé cette opportunité.

### L'après carrière

#### Dolphins de Miami
Le 19 décembre 2007, le Miami Herald informe que Parcells a accepté de devenir vice-président exécutif des opérations football chez les Dolphins de Miami .Le lendemain, ESPN rapporte qu'il y a signé un contrat de quatre ans. Deux jours plus tôt des rapports liant Parcells aux Falcons d'Atlanta pour le même poste avaient été divulgués dans la presse. Cependant, le lendemain, les Falcons annoncent officiellement que Parcells avait refusé leur offre en raison de discussions déjà en cours avec Miami.
Au cours de sa première saison en tant que vice-président exécutif des opérations de football et après que les Dolphins aient affiché un bilan négatif de 1 victoire pour 15 défaites au terme de ma saison 2007, Parcells renvoie l'entraîneur principal Cam Cameron (en), le directeur général Randy Mueller (en) ainsi que quelques entraîneurs adjoints. Il recrute ensuite Jeff Ireland (en) comme directeur général et sign Tony Sparano comme entraîneur principal. Le nouveau front office sous Parcells recrute ensuite plus de 20 joueurs agents libres et peu connus du marché.
Lors , Ils sélectionnent en tout premier choix de la draft 2008 de la NFL, l'offensive tackle Jake Long ainsi que Phillip Merling, Kendall Langford (en), Chad Henne, Lex Hilliard (en) et  Donald Thomas. Ils signent encore les agents libres non draftés Dan Carpenter (en) et Davone Bess (en). Ils libèrent également le favori des fans Zach Thomas qui signera ensuite avec les Cowboys de Dallas et échangent le defensive end vedette  Jason Taylor aux Redskins de Washington pour un choix de deuxième tour de la draft 2009. Les Dolphins signent encore le quarterback Chad Pennington (drafté par Parcells à son époque chez les Jets) lequel avait été libéré par les Jets pour faire de la place au quarterback Brett Favre.
Les Dolphins finissent la saison 2008 avec un bilan en saison régulière de 11 victoires pour 5 défaites et remportent le titre de la division AFC East lorsqu'ils battent les Jets emmenés par Favre  lors du dernier match de saison régulière. Ils comptent donc dix victoires supplémentaires par rapport à la saison précédente et ârticipênt aux playoffs pour la première fois depuis la saison 2001. Ils sont cependant battus 9 à 27 par les Ravens de Baltimore lors du tour de wild-card. 
Parcells quitte les Dolphins en 2010.

#### Rumeur de retour
En mars 2012, Sean Payton, entraîneur principal des Saints de La Nouvelle-Orléans est suspendu pour l'entièreté de la saison 2012 à venir par la NFL pour ne pas avoir dénoncé un système de « bounty » instauré par sa défense lors des saisons 2009 et 2010. Pendant sa suspension, Payton demande à Parcells (son ancien mentor) s'il serait intéressé à pourvoir le poste d'entraîneur principal des Saints. Le 11 avril 2012, Parcells révèle dans une interview avec Mike Tirico qu'il avait décidé de ne pas rejoindre les Saints mais qu'il pourrait aider Sean Payton de toutes les autres manières possibles.

## Statistiques
| Saison                                       | Équipe                 | Stat. Globales | Stat. Conférence | Classement | Bowl/PlayOffs | # Coache's | # AP | # CFP |
| -------------------------------------------- | ---------------------- | -------------- | ---------------- | ---------- | ------------- | ---------- | ---- | ----- |
| Falcons de l'Air Force (Indépendants - 1978) |                        |                |                  |            |               |            |      |       |
| 1978                                         | Air Force              | 3-8            | -                | -          | -             | -          |      | -     |
| Total Air Force / NCAA                       | Total Air Force / NCAA | 3-8            |                  |            |               |            |      |       |

| Saison          | Équipe                             | Saison régulière | Saison régulière | Saison régulière | Saison régulière | Saison régulière   | Série éliminatoire | Série éliminatoire | Série éliminatoire | Série éliminatoire                                              |
| --------------- | ---------------------------------- | ---------------- | ---------------- | ---------------- | ---------------- | ------------------ | ------------------ | ------------------ | ------------------ | --------------------------------------------------------------- |
| Saison          | Équipe                             | Vic.             | Déf.             | Nul              | %                | Classement         | Vic.               | Déf.               | %                  | Résultat                                                        |
| 1983            | Giants de New York                 | 3                | 12               | 1                | 21,9             | 5e de la NFC East  | –                  | –                  | –                  |                                                                 |
| 1984            | Giants de New York                 | 9                | 7                | 0                | 56,2             | 2e de la NFC East  | 1                  | 1                  | 50,0               | Défaite chez les 49ers de San Francisco en tour de division.    |
| 1985            | Giants de New York                 | 10               | 6                | 0                | 62,5             | 2e de la NFC East  | 1                  | 1                  | 50,0               | Défaite chez les Bears de Chicago en tour de division.          |
| 1986            | Giants de New York                 | 14               | 2                | 0                | 87,5             | 1er de la NFC East | 3                  | 0                  | 100                | Vainqueur du Super Bowl XXI                                     |
| 1987            | Giants de New York                 | 6                | 9                | 0                | 40,0             | 5e de la NFC East  | -                  | -                  | -                  |                                                                 |
| 1988            | Giants de New York                 | 10               | 6                | 0                | 62,5             | 2e de la NFC East  | -                  | -                  | -                  |                                                                 |
| 1989            | Giants de New York                 | 12               | 4                | 0                | 75,0             | 1er de la NFC East | 0                  | 1                  | 0,0                | Défaite chez les Rams de Los Angeles en tour de division        |
| 1990            | Giants de New York                 | 13               | 3                | 0                | 81,2             | 1er de la NFC East | 3                  | 0                  | 100                | Vainqueur du Super Bowl XXV                                     |
| Totaux Giants   | Totaux Giants                      | 77               | 49               | 1                | 61,1             |                    | 8                  | 3                  | 72,7               |                                                                 |
| 1993            | Patriots de la Nouvelle-Angleterre | 5                | 11               | 0                | 31,2             | 4e de l'AFC East   | -                  | -                  | -                  |                                                                 |
| 1994            | Patriots de la Nouvelle-Angleterre | 10               | 6                | 0                | 62,5             | 2e de l'AFC East   | 0                  | 1                  | 0,0                | Défaite chez les Browns de Cleveland en tour de wild card       |
| 1995            | Patriots de la Nouvelle-Angleterre | 6                | 10               | 0                | 37,5             | 4e de l'AFC East   | -                  | -                  | -                  |                                                                 |
| 1996            | Patriots de la Nouvelle-Angleterre | 11               | 5                | 0                | 68,7             | 1er de l'AFC East  | 2                  | 1                  | 66,6               | Défaite chez les Packers de Green Bay lors du Super Bowl XXXI   |
| Totaux Patriots | Totaux Patriots                    | 32               | 32               | 0                | 50,0             |                    | 2                  | 2                  | 50,0               |                                                                 |
| 1997            | Jets de New York                   | 9                | 7                | 0                | 56,2             | 3e de l'AFC East   | -                  | -                  | -                  |                                                                 |
| 1998            | Jets de New York                   | 12               | 4                | 0                | 75,0             | 1er de l'AFC East  | 1                  | 1                  | 50,0               | Défaite chez les Broncos de Denvers en finale de conférence AFC |
| 1999            | Jets de New York                   | 8                | 8                | 0                | 50,0             | 3e de l'AFC Eas4   | -                  | -                  | -                  |                                                                 |
| Totaux Jets     | Totaux Jets                        | 29               | 19               | 0                | 60,4             |                    | 1                  | 1                  | 50,0               |                                                                 |
| 2003            | Cowboys de Dallas                  | 10               | 6                | 0                | 62,5             | 2e de la NFC East  | 0                  | 1                  | 0,0                | Défaite chez les Panthers de la Caroline en tour de wild card   |
| 2004            | Cowboys de Dallas                  | 6                | 10               | 0                | 35,2             | 3e de la NFC East  | -                  | -                  | -                  |                                                                 |
| 2005            | Cowboys de Dallas                  | 9                | 7                | 0                | 56,2             | 3e de la NFC East  | -                  | -                  | -                  |                                                                 |
| 2006            | Cowboys de Dallas                  | 9                | 7                | 0                | 56,2             | 2e de la NFC East  | 0                  | 1                  | 0,0                | Défaite chez les Seahawks de Seattle en tour de wild card       |
| Totaux Dallas   | Totaux Dallas                      | 34               | 30               | 0                | 53,1             |                    | 0                  | 1                  | 0,0                |                                                                 |
| Totaux NFL      | Totaux NFL                         | 172              | 130              | 1                | 56,9             |                    | 11                 | 8                  | 57,8               |                                                                 |

## Prix et distinctions
- Vainqueur du Super Bowl : XXI et XXV
- Intronisé au Pro Football Hall of Fame en 2013[41],[42],[43].

- Entraîneur de l'année 
  - par Associated Press : 1986, 1994
  - par Sporting News : 1986
  - par Pro Football Weekly : 1994, 1996
  - par Maxwell Football Club : 1994
  - par UPI : 1986, 1994
- Équipe type de la décennie 1990 NFL
- New York Giants Ring of Honor (en)

### Autobiographie
- (en) Bill Parcells et Mike Lupica, Parcells : Autobiography Of The Biggest Giant Of Them All, Chicago, Bonus Books, 1987, 298 p. (ISBN 978-0-933893-40-5, lire en ligne),
- (en) Bill Parcells et Jeff Coplon, Finding a Way to Win : The Principles of Leadership, Teamwork, and Motivation, New York, DoubleDay, 1er novembre 1995, 248 p. (ISBN 978-0-385-48122-9, lire en ligne),
- (en) Bill Parcells & Will McDonough, The Final Season : My Last Year as Head Coach in the NFL, New York, William Morrow, 5 septembre 2000, 264 p. (ISBN 978-0-688-17491-0, lire en ligne),

### Filmographie
- (en) The Two Bills, série 30 for 30, épisode 24 de la saison 3, 1er février 2018, ESPN Films, 77 minutes.